# Malu Leicher
Malu Leicher (* 20. Juli 2006) ist eine deutsche Kinderdarstellerin. 

## Leben
Malu Leicher besuchte von 2014 bis 2018 die Kölner Jugend- und Kinderschauspielschule BellAcademia. Seit dem Jahr 2015 spielte sie in diversen Theateraufführungen, beispielsweise an den Spielstätten Bühne der Kulturen oder der Schauspielbühne Theater im Hof in Köln.
Malu Leicher erhielt 2017 die Titelrolle der Liliane Susewind in dem Kinofilm Liliane Susewind – Ein tierisches Abenteuer des Regisseurs Joachim Masannek.
Sie lebt in Nordrhein-Westfalen.

## Filmografie
- 2018: Liliane Susewind – Ein tierisches Abenteuer